# This Way
This Way è il primo album in studio della cantante statunitense Hana Pestle, pubblicato nel 2009.

## Tracce
1. Never Learned to Lie – 3:19
2. The Red Death Ball – 4:43
3. Need – 3:52
4. Rain – 4:08
5. This Way – 3:50
6. Not Worth Today – 3:56
7. Shadows – 4:20
8. Let Me Be – 6:14
9. Starting to Like This – 3:29
10. Lilly of the Lake – 4:34
11. Make You Hurt – 3:37
12. What Makes Things – 5:11